# Orsjitsa
Orsjitsa (ryska: Оршица) är ett vattendrag i Belarus.   Det ligger i voblasten Vitsebsks voblast, i den nordöstra delen av landet, 200 km öster om huvudstaden Minsk.
Omgivningarna runt Orsjitsa är en mosaik av jordbruksmark och naturlig växtlighet. Runt Orsjitsa är det ganska tätbefolkat, med 104 invånare per kvadratkilometer.